# Martin Krugman
Martin „Marty” Krugman (n. 30 decembrie 1919, Passaic, New Jersey – dispărut pe 4 ianuarie 1979 în Jamaica, Queens; declarat mort în 1986) a fost un asociat al familiei mafiote Lucchese stând la baza personajului "Morrie Kessler", interpretat de Chuck Low în filmul Băieți buni din 1990.
După jaful de la Lufthansa la care a contribuit și el , Krugman a devenit o "pacoste" întrebând în repetate rânduri despre Parnell Edwards (care fusese împușcat) și Thomas DeSimone (care dispăruse, mai târziu fiind confirmat mort) și insistând totodată ca Burke să-i dea partea sa de bani cuveniți din jaf. Până la urmă Burke a acceptat să se întâlnească cu Krugman la localul lui Asaro, unde Martin a fost ucis. 